# Si Mustapha
Si-Mustapha (în arabă سي مصطفى) este o comună din provincia Boumerdès, Algeria.
Populația comunei este de 12.087 de locuitori (2008).